# Murder Was the Case
Pour plus de détails, voir Fiche technique et Distribution.
Murder Was the Case est un court métrage américain réalisé par Dr. Dre en 1994. Le film contient des apparitions de nombreux rappeurs, ainsi que celles d'acteurs de la Blaxploitation comme Pam Grier, John Amos, Ron O'Neal et Fred Williamson.
La bande originale est interprétée par des artistes de la scène « West Coast » comme Snoop Dogg, Ice Cube, DJ Quik, etc.

## Le film

### Synopsis
Le film revient sur la mort fictive du rappeur Snoop Dogg et de sa résurrection après un pacte avec le Diable...

### Fiche technique
- Réalisateurs : Dr. Dre
  - Fab 5 Freddy : clip de "What's My Name?"
  - F. Gary Gray : clip de "Natural Born Killaz"
  - Ricky Harris : clip de "Doggy Dogg World"
- Scénario : Philip G. Atwell et Dr. Dre, d'après une histoire de Snoop Dogg, assisté de Ricky Harris
- Photo : Bill Dill
- Son : Darrin Mann
- Montage : Dan Lebental
- Musique : Dr. Dre - Snoop Dogg
- Producteur : Dr. Dre
- Société de production : Death Row Records
- Distribution : États-Unis : Interscope Records - Warner Home Video (VHS) - France : Frak Vision (DVD)
- Langue originale : anglais
- Genre : comédie policière
- Durée : 18 minutes
- Dates de sortie :
  - États-Unis : 14 février 1994
  - France : 20 octobre 2005 (DVD)

### Distribution
- Snoop Dogg : Silky Slim (segment "Doggy Dogg World") / Snoop Doggy Dogg
- Charles Q. Murphy : JC
- Gregory Scott Cummins : le Diable
- Freez Luv : lui-même
- Goldie Williams : Looney
- Banco Outlaw : Shavel
- Miya McGhee : Tammey
- Cylk Cozart : auxiliaire médical #1
- Bruce Williams : auxiliaire médical #2
- Sam Sneed : lui-même
- Bob Minor : le propriétaire de la boutique
- Ricky Harris : le témoin oculaire / Ta-Dow / le père de Snoop
- John Witherspoon : l'homme ivre
- John Amos : le policier (segment "Natural Born Killaz")
- Fred Berry : Re-Run (segment "Doggy Dogg World")
- Ice Cube : lui-même (segment "Natural Born Killaz")
- Daz Dillinger : Sugafoot (segment "Doggy Dogg World") / l'homme avec un bandana des Crips sur le vélo (segment "Gin & Juice")
- Dr. Dre : Fortieth St. Black (segment "Doggy Dogg World") / lui-même (segments "Natural Born Killaz" et "Gin & Juice")
- Pam Grier : Foxxxy Brown (segment "Doggy Dogg World")
- Kurupt : Small Change from Philly (segment "Doggy Dogg World")
- Ron O'Neal : Super Fly (segment "Doggy Dogg World")
- Fred Williamson : The Hammer (segment "Doggy Dogg World")
- Nate Dogg : l'homme avec la télévision (segment "Gin & Juice") (non crédité)
- Andray Johnson : l'officier de police (segment, "Natural Born Killaz") (non crédité)
- Lady of Rage : le joueur (segment "Doggy Dogg World") (non crédité)
- Tupac Shakur : Sniper (segment "Natural Born Killaz") (non crédité)
- Bow Wow : l'enfant qui saute sur le matelas (segment "Gin & Juice") (non crédité)

## La bande originale
Elle arrive au sommet du Billboard 200 le 5 novembre avec 329 000 exemplaires vendus en une semaine et est 1re au Billboard Top R&B/Hip-Hop Albums. La semaine suivante elle reste n°1 avec 197 000 exemplaires vendus et est certifiée disque d'or.
L'album est 25e au Bestselling Soudtrack de 1991-2002 avec 2 030 000 disques vendus, ce qui lui vaut un double disque de platine.
Le single What Would U Do a été nommé aux Grammy Awards pour la meilleure performance de rap par un duo ou un groupe en 1996. L'album a été réédité le 11 juillet 2006 avec un bonus DVD de 3 clips.

### Liste des pistes
| 1.    | Murder Was the Case (Remix) | Snoop Dogg                                           | Dr. Dre                       |  |
| 2.    | Natural Born Killaz         | Dr. Dre ; Ice Cube                                   | Dr. Dre ; Sam Sneed           |  |
| 3.    | What Would You Do           | Tha Dogg Pound ; Snoop Dogg                          | Daz Dillinger                 |  |
| 4.    | 21 Jumpstreet               | Snoop Dogg ; Tray Deee                               | Daz Dillinger                 |  |
| 5.    | One More Day                | Nate Dogg                                            | Daz Dillinger                 |  |
| 6.    | Harvest for the World       | Jewell                                               | Dr. Dre                       |  |
| 7.    | Who Got Some Gangsta Shit ? | Snoop Dogg ; Tha Dogg Pound ; Lil' C-Style ; Swoop G | Soopafly                      |  |
| 8.    | Come When I Call            | Danny Boy                                            | DJ Quik                       |  |
| 9.    | U Better Recognize          | Sam Sneed ; Dr. Dre                                  | Sam Sneed ; Dr. Dre           |  |
| 10.   | Come Up to My Room          | Jodeci ; Tha Dogg Pound                              | Daz Dillinger ; Devante Swing |  |
| 11.   | Woman to Woman              | Jewell                                               | DJ Quik ; G-One               |  |
| 12.   | Dollaz + Sense              | DJ Quik                                              | DJ Quik                       |  |
| 13.   | The Eulogy                  | Slip Capone ; CPO                                    | Sam Man                       |  |
| 14.   | Horny                       | B-Rezel                                              | Kevin Lewis ; Marc McWilliams |  |
| 15.   | Eastside-Westside (Remix)   | Young Soldierz                                       | Big Wy ; Lil' Stretch         |  |
| 68:30 |                             |                                                      |                               |  |

### Samples
- 21 Jumpstreet : Nobody Can Be You (But You) par Steve Arrington
- Come When I Call : Let Me Love You par Michael Henderson
- Woman to Woman : Woman to Woman par Shirley Brown
- Dollaz & Sense : Dazz par Brick
- Eastside-Westside : Dazz par Brick

### Crédits
- Producteur exécutif : Suge Knight
- Directeur musical : Dr. Dre
- Enregistré aux Can-Am Studios
- Mixé au studio de Dr. Dre
- Ingenieurs de Death Row : Kesten Wright, Tommy D, Daughtery & Danny Alfonso
- Photographes : Yoko Sato, Simone Green